# Les Exploits du jeune Tartarin
Pour plus de détails, voir Fiche technique et Distribution.
Les Exploits du jeune Tartarin est un court métrage muet français réalisé par Max Linder en 1910.

## Résumé
Le jeune Tartarin de retour d'Afrique, vante ses exploits imaginaires devant ses beaux-parents. Mais après il prend peur dans la rue, devant un passant voulant lui demander du feu et rêve d'être battu par un rat géant, de perdre sa fiancée. Heureusement ce n'était qu'un rêve.

## Fiche technique
- Réalisation : Max Linder
- Société de production : Pathé Frères
- Pays : France
- Format : Muet - Noir et blanc - 1,33:1 - 35 mm
- Métrage : 135 m
- Genre : Comédie
- Date de sortie : 
  -  France - 11 février 1910

## Distribution
- Max Linder : le jeune Tartarin
- Andrée Divonne : la fiancée
- Jacques Vandenne : le beau-père